# 185
185（百八十五、ひゃくはちじゅうご）は自然数、また整数において、184の次で186の前の数である。

## 性質
- 185は合成数であり、約数は 1, 5, 37 と 185 である。
  - 約数の和は228。
- 60番目の半素数である。1つ前は183、次は187。
- 1/185 = 0.00540… (下線部は循環節で長さは3)
  - 逆数が循環小数になる数で循環節が3になる9番目の数である。1つ前は148、次は216。(オンライン整数列大辞典の数列 A069105)
- 185 = 42 + 132 = 82 + 112
  - 異なる2つの平方数の和で表せる56番目の数である。1つ前は181、次は193。(オンライン整数列大辞典の数列 A004431)
  - 2つの平方数の和2通りで表せる8番目の数である。1つ前は170、次は200。
  - 異なる2つの平方数の和2通りで表せる7番目の数である。1つ前は170、次は205。
- 各位の和が14となる10番目の数である。1つ前は176、次は194。
- 185 = 22 + 92 + 102 = 42 + 52 + 122 = 62 + 72 + 102
  - 3つの平方数の和3通りで表せる20番目の数である。1つ前は182、次は186。(オンライン整数列大辞典の数列 A025323)
  - 異なる3つの平方数の和3通りで表せる10番目の数である。1つ前は182、次は186。(オンライン整数列大辞典の数列 A025341)
- 185 = 63 − 62 + 6 − 1
  - n = 6 のときの n3 − n2 + n − 1 の値とみたとき1つ前は104、次は300。(オンライン整数列大辞典の数列 A062158)
- 185 = 132 + (1 + 6 + 9)
  - n = 13 のときの n2 とその各位の和との和とみたとき1つ前は153、次は212。(オンライン整数列大辞典の数列 A171613)

## その他 185 に関連すること
- 第185代ローマ教皇は、インノケンティウス5世（在位：1276年1月21日～6月22日）である。
- NGC 185(UGC 396,PGC 2329)は、カシオペヤ座の方向にある矮小銀河。
- SN 185は、ケンタウルス座で185年に観測された超新星。
- 185系の鉄道車両
  - 国鉄185系電車
    - 185 (列車) - 上記形式名に由来する東海道本線の臨時特急列車の名称。読みは「いっぱーご」。

  - 国鉄キハ185系気動車
- スカパー!のCh185は、スカチャン185。
- 年始から数えて185日目は7月4日、閏年では7月3日。
- シルクエアー185便事故は、1997年に起きた航空事故。
- 伊号第百八十五潜水艦は、大日本帝国海軍の潜水艦。
- バグレイ(USS Bagley, DD-185)は、アメリカ海軍の駆逐艦。
- リドル(USS Riddle, DE-185)は、アメリカ海軍の護衛駆逐艦。
- スナッパー(USS Snapper, SS-185)は、アメリカ海軍の潜水艦。
- リュッチェンス(Lütjens, D185)は、ドイツ海軍のミサイル駆逐艦。
- ポリカルポフ I-185は、ソビエト連邦で試作された戦闘機。